# Lophophorata
Los lofoforados (Lophophorata) son una agrupación de filos celomados, que tienen una serie de características en común que sugieren un parentesco evolutivo. Los filos pertenecientes a Lophophorata son los briozoos (o ectoproctos), los braquiópodos, los foronídeos y los hiolitos, un grupo extinto.
La entidad de este grupo ha sido muy controvertida ya que reúne una mezcla heterogénea de animales. Los lofoforados constituyeron antiguamente un filo, aunque hoy hay pocos zoólogos que mantengan esta opinión. 

## Características comunes

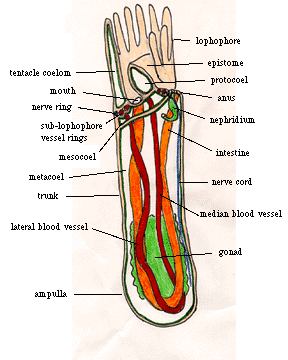
Foronídeos.

Los lofoforados tienen las siguientes características comunes:
- La posesión de un órgano tentaculado llamado lofóforo (de lophos, cresta, y phoreus, poseedor), con forma semejante a una corona, que utilizan para capturar el alimento y como órgano respiratorio, que rodea la boca pero no el ano; contienen una prolongación del celoma, y las delgadas paredes ciliadas de los tentáculos no son solo un eficaz sistema de alimentación, sino que también funcionan como superficie respiratoria para el intercambio de gases entre el agua y el líquido celomático.
- El celoma se forma por enterocelia.
- La boca del adulto no deriva del blastoporo embrionario (excepto en foronídeos).
- Una organización trímera, es decir, el cuerpo dividido en tres regiones, prosoma, mesosoma y metasoma, cada una con una cavidad celomática independiente y generalmente par, procele, mesocele y metacele, respectivamente.
- Tubo digestivo en forma de "U".
- Tienen segmentación total y radial de los huevos y carecen de cabeza.
- Se desarrollan a partir de larvas asimilables a una dipléurula de los equinodermos (o a una trocófora de los poliquetos, según los autores).

## Otras consideraciones

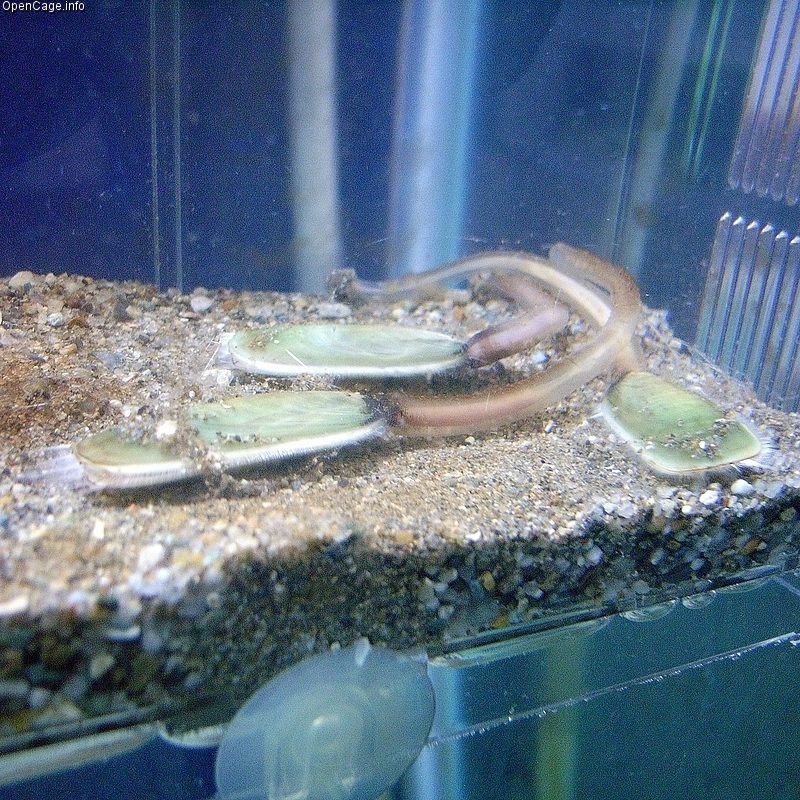
Lingula anatina (Brachiopoda).

Todos son marinos (excepto algunos briozoos de agua dulce), bentónicos, sésiles y filtradores, y tienen un exoesqueleto protector, generalmente calcáreo.
Los lofoforados se cuentan entre los animales de origen más remoto. Todos los filos de lofoforados tienen un registro fósil que se extiende desde el Cámbrico hasta la actualidad. Los braquiópodos son un linaje rico en fósiles. Debido a que actualmente pertenecen a Lophotrochozoa se sostiene que evolucionaron de ancestros que tenían segmentación espiral del huevo y larvas trocóforas, rasgos que posteriormente perdieron en su evolución.

## Sistemática
El lugar que ocupan los lofoforados en el esquema clasificatorio del reino animal es controvertido, no habiendo acuerdo entre los distintos investigadores.
Los lofoforados antiguamente fueron considerados parte de los deuteróstomos debido a que poseen segmentación radial del huevo y otras similitudes morfológicas con estos animales. Pero actualmente los análisis moleculares han situado a los lofoforados junto con otros filos como los moluscos, anélidos, nemertinos, platelmintos, entre otros filos en el clado Lophotrochozoa.
Antiguamente se incluía a los entoproctos, junto a los briozoos (=ectoproctos). Pero actualmente los zoólogos excluyen a los entoproctos de los briozoos puesto a que su corona tentacular no se ajusta a las características de un auténtico lofóforo, ya que a diferencia de éste, la corona tentacular rodea tanto la boca como el ano y las corrientes alimentarias son justamente opuestas; además, presentan segmentación espiral del huevo, carecen de vestigios de celoma y de organización corporal trimetamérica, y las formas larvales y la metamorfosis son claramente diferentes, según este punto de vista briozoos y entoproctos no están directamente emparentados y sus características son debidas a la evolución convergente. Algunos estudios recientes habían sugerido una relación entre Bryozoa y Entoprocta, sin embargo la mayoría de los análisis moleculares recientes y más exhaustivos agrupan a los briozoos con los foronídeos como grupo hermano de Brachiopoda lo que hace una Lophophorata monofilética.

## Filogenia
Los análisis moleculares recientes basados en la secuencia de aminoácidos con especies de evolución lenta con tal de poder reducir las atracciones de ramas largas y datos concatenados han encontrado las siguientes relaciones para los lofoforados con respecto a otros lofotrocozoos:
|  | Platyhelminthes |
|  |                 |
|  | Gastrotricha    |
|  |                 |

|  | Cycliophora |
|  |             |
|  | Entoprocta  |
|  |             |

|  | Platyhelminthes |
|  |                 |
|  | Gastrotricha    |
|  |                 |

|  | Cycliophora |
|  |             |
|  | Entoprocta  |
|  |             |

|  | Platyhelminthes |
|  |                 |
|  | Gastrotricha    |
|  |                 |

|  | Cycliophora |
|  |             |
|  | Entoprocta  |
|  |             |

|  | Platyhelminthes |
|  |                 |
|  | Gastrotricha    |
|  |                 |

|  | Cycliophora |
|  |             |
|  | Entoprocta  |
|  |             |

|  | Annelida |
|  |          |
|  | Nemertea |
|  |          |

|  | Brachiopoda                                           |
|  |                                                       |
|  | \| \| Phoronida \| \| \| \| \| \| Bryozoa \| \| \| \| |
|  |                                                       |
|  | Phoronida                                             |
|  |                                                       |
|  | Bryozoa                                               |
|  |                                                       |

|  | Phoronida |
|  |           |
|  | Bryozoa   |
|  |           |

|  | Annelida |
|  |          |
|  | Nemertea |
|  |          |

|  | Brachiopoda                                           |
|  |                                                       |
|  | \| \| Phoronida \| \| \| \| \| \| Bryozoa \| \| \| \| |
|  |                                                       |
|  | Phoronida                                             |
|  |                                                       |
|  | Bryozoa                                               |
|  |                                                       |

|  | Phoronida |
|  |           |
|  | Bryozoa   |
|  |           |

|  | Annelida |
|  |          |
|  | Nemertea |
|  |          |

|  | Brachiopoda                                           |
|  |                                                       |
|  | \| \| Phoronida \| \| \| \| \| \| Bryozoa \| \| \| \| |
|  |                                                       |
|  | Phoronida                                             |
|  |                                                       |
|  | Bryozoa                                               |
|  |                                                       |

|  | Phoronida |
|  |           |
|  | Bryozoa   |
|  |           |

|  | Annelida |
|  |          |
|  | Nemertea |
|  |          |

|  | Brachiopoda                                           |
|  |                                                       |
|  | \| \| Phoronida \| \| \| \| \| \| Bryozoa \| \| \| \| |
|  |                                                       |
|  | Phoronida                                             |
|  |                                                       |
|  | Bryozoa                                               |
|  |                                                       |

|  | Phoronida |
|  |           |
|  | Bryozoa   |
|  |           |

|  | Platyhelminthes |
|  |                 |
|  | Gastrotricha    |
|  |                 |

|  | Cycliophora |
|  |             |
|  | Entoprocta  |
|  |             |

|  | Platyhelminthes |
|  |                 |
|  | Gastrotricha    |
|  |                 |

|  | Cycliophora |
|  |             |
|  | Entoprocta  |
|  |             |

|  | Platyhelminthes |
|  |                 |
|  | Gastrotricha    |
|  |                 |

|  | Cycliophora |
|  |             |
|  | Entoprocta  |
|  |             |

|  | Platyhelminthes |
|  |                 |
|  | Gastrotricha    |
|  |                 |

|  | Cycliophora |
|  |             |
|  | Entoprocta  |
|  |             |

|  | Annelida |
|  |          |
|  | Nemertea |
|  |          |

|  | Brachiopoda                                           |
|  |                                                       |
|  | \| \| Phoronida \| \| \| \| \| \| Bryozoa \| \| \| \| |
|  |                                                       |
|  | Phoronida                                             |
|  |                                                       |
|  | Bryozoa                                               |
|  |                                                       |

|  | Phoronida |
|  |           |
|  | Bryozoa   |
|  |           |

|  | Annelida |
|  |          |
|  | Nemertea |
|  |          |

|  | Brachiopoda                                           |
|  |                                                       |
|  | \| \| Phoronida \| \| \| \| \| \| Bryozoa \| \| \| \| |
|  |                                                       |
|  | Phoronida                                             |
|  |                                                       |
|  | Bryozoa                                               |
|  |                                                       |

|  | Phoronida |
|  |           |
|  | Bryozoa   |
|  |           |

|  | Annelida |
|  |          |
|  | Nemertea |
|  |          |

|  | Brachiopoda                                           |
|  |                                                       |
|  | \| \| Phoronida \| \| \| \| \| \| Bryozoa \| \| \| \| |
|  |                                                       |
|  | Phoronida                                             |
|  |                                                       |
|  | Bryozoa                                               |
|  |                                                       |

|  | Phoronida |
|  |           |
|  | Bryozoa   |
|  |           |

|  | Annelida |
|  |          |
|  | Nemertea |
|  |          |

|  | Brachiopoda                                           |
|  |                                                       |
|  | \| \| Phoronida \| \| \| \| \| \| Bryozoa \| \| \| \| |
|  |                                                       |
|  | Phoronida                                             |
|  |                                                       |
|  | Bryozoa                                               |
|  |                                                       |

|  | Phoronida |
|  |           |
|  | Bryozoa   |
|  |           |